# فلگوئیراس
شهر فلگوئیراس (به پرتغالی: Felgueiras) در فلگوئیراس مونیسیپالیتی در کشور پرتغال واقع شده‌است. جمعیت این شهر ۱۵٬۱۰۰ نفر  است. در تاریخ ۱۰ اوت ۱۹۹۰ به عنوان شهر شناخته شد.